# Спокан (округ)
Округ Спокан (англ. Spokane County) — округ штата Вашингтон, США, назван так основываясь на названии индейского племени, проживающего на этой территории. По данным переписи населения США 2010 года, население округа составляло 471 221 человек, что позволило округу занять четвёртое место по численности населения среди всех округов штата Вашингтон. Крупнейшим городом и административным центром округа является город Спокан, второй по величине город штата, после Сиэтла.
Округ был сформирован 29 января 1858 года. Позже, 19 января 1864 года, он был присоединён к округу Стивенс, вновь получив статус округа 30 октября, 1879 года.

## Власть и управление
Округ Спокан управляется выборным органом — Советом Уполномоченных Округа, по одному представителю от каждого из трёх районов. Сначала кандидаты проходят через участие в выборах в своём районе, а затем соревнуются в общих выборах округа. Другими важными позициями в системе управления округом являются: Шериф, Аудитор (который также несёт ответственность за проведение выборов), Асессор, Казначей, и Прокурор. В округе Спокан также есть назначаемая должность медицинского дознавателя. Здесь находится ссылка на результаты выборов в округе, начиная с 2000 года.

## География
По данным Бюро переписи населения США, территория округа занимает площадь 4 610 км², из которых 4570 км² — земля и 40 км² — вода. Низшая точка над уровнем моря находится на реке Спокан, после дамбы Лонг Лейк, её высота составляет 468 м. (Другой точкой с почти похожим значением высоты является точка на реке Литтл Спокан, в районе Парка Риверсайд). Наивысшей точкой в округе является вершина горы Спокан, которая находится на высоте 1793 м над уровнем моря.

### Географические достопримечательности
Реки
- Спокан
- Литтл Спокан
- Лата Криик

Озера и водохранилища
- Медикал Лейк
- Уэст Медикал Лейк (West Medical Lake)
- Либерти Лейк
- Ньюман Лейк (Newman Lake)

Пики и вершины
- Гора Спокан

Крупные парки
- Dishman Hills Natural Conservation Area
- Парк Риверсайд

### Национальный заповедник
- Национальный Заповедник Дикой природы Торнбулл

### Шоссе
| - — Шоссе 90 - — U.S. Route 2 - — U.S. Route 195 - — U.S. Route 395 - — State Route 27 | - — State Route 206 - — State Route 290 - — State Route 291 - — State Route 902 - — State Route 904 |

## Демография
Согласно переписи населения 2000 года, в округе Спокан проживало 417 939 человек (данные Бюро переписи населения США). Плотность населения составляла 91.5 человек на квадратный километр. Насчитывалось 175 005 единиц жилого фонда, со средней плотностью размещения 38/км². Расовая структура округа выглядела следующим образом: 88,62 % Белые, 2,00 % Афроамериканцы, 1,40 % Коренные американцы, 1,88 % Азиаты, 0,16 % Островные народности, 0,82 % другие народности, и 2,76 % принадлежат двум и более расам. 2,77 % были представителями латинских национальностей любой расы. По данным переписи, 22,0 % жителей имеют в своём роду немецкие корни, 10,7 % — ирландские, 9,9 % — английские, 7,6 % — американские и 6,4 % — норвежские корни.
Из 163 611 домохозяйств в 32,40 % проживали семьи с детьми до 18 лет, 49,90 % — живущие вместе в браке, в 11,00 % случаев главой семьи была незамужняя женщина, и 35,20 % составили несемейные граждане. 28,10 % всех домохозяйств были представлены одинокими гражданами, а 9,60 % — одиночками в возрасте 65 лет и старше. Размер среднего домохозяйства составил 2.46, средней семьи — 3.02.
Во всем округе, возрастные группы структурированы следующим образом: 25,70 % лиц в возрасте младше 18 лет, 10,60 % от 18 до 24, 28,90 % — от 25 до 44, 22,40 % — от 45 до 64, и 12,40 % — в возрасте 65 лет и старше. Средний возраст составил 35 лет. На каждые 100 женщин приходилось 96.40 мужчины. На каждые 100 женщин в возрасте 18 лет и старше — 93.60 мужчины.
Средний уровень дохода одного домохозяйства в округе составил $37 308 долларов, а средний доход на семью — $46 463 доллара. Мужчины имеют средний уровень дохода в $35 097 долларов против $25 526 долларов у женщин. Доход на душу населения в округе составил $19 233 доллара. Около 8,30 % семей и 12,30 % общего числа населения находились за чертой бедности, включая 14,20 % лиц в возрасте младше 18 лет и 8,10 % лиц в возрасте 65 лет и старше.

## Статистические территориальные единицы
| - Airway Heights - Cheney - Country Homes - Deer Park - Fairchild AFB - Fairfield - Fairwood - Latah - Liberty Lake - Medical Lake | - Millwood - Otis Orchards-East Farms - Rockford - Spangle - Спокан - Spokane Valley - Town and Country - Waverly |

## Другие территориальные единицы
| - Amber - Chattaroy - Colbert - Elk - Espanola - Four Lakes - Green Bluff - Marshall | - Mead - Mica - Milan - Newman Lake - Nine Mile Falls - Plaza - Tyler - Valleyford |

## Управление Библиотек Округа Спокан
Созданное в 1942 году, Управление Библиотек Округа Спокан было организовано в виде муниципальной корпорации с ограниченной целью обслуживания межобщинных территорий округа Спокан. Дополнительно, библиотека обслуживала города Cheney, Deer Park, Fairfield, Latah, Medical Lake, Millwood, Rockford, Spangle, Spokane Valley, и Waverly (поглощённый Управлением), а также Airway Heights (сотрудничающий с Управлением по контракту). Общее количество населения, обслуживаемого Управлением, составляет 236 120 человек, включая 123 411 человек из межобщинных территорий и 112 709 в городах-участниках. Имея в своём составе 164 единицы персонала, библиотечная система состоит из десяти подразделений — двух ресурсных библиотек (North Spokane и Spokane Valley) и восьми региональных библиотек в Airway Heights, Argonne, Cheney, Deer Park, Fairfield, Medical Lake, Moran Prairie, North Spokane, Otis Orchards и Spokane Valley.